# Fujia, Liaoning
Fujia (kinesiska: 傅家, 傅家镇) är en köpinghuvudort i Kina. Den ligger i provinsen Liaoning, i den nordöstra delen av landet, omkring 170 kilometer norr om provinshuvudstaden Shenyang. Antalet invånare är 26 428. Befolkningen består av 13 030 kvinnor och 13 398 män. Barn under 15 år utgör 16,0 %, vuxna 15-64 år 75 %, och äldre över 65 år 7,0 %.
Runt Fujia är det ganska tätbefolkat, med 207 invånare per kvadratkilometer. Fujia är det största samhället i trakten. Trakten runt Fujia består till största delen av jordbruksmark.
Genomsnittlig årsnederbörd är 795 millimeter. Den regnigaste månaden är juli, med i genomsnitt 176 mm nederbörd, och den torraste är januari, med 8 mm nederbörd.